# Cross Edge
Cross Edge (Japans: クロスエッジ Kurosu Ejji) is een computerrollenspel (RPG) ontwikkeld door Idea Factory. Het spel werd op 18 september 2008 in Europa uitgebracht voor de PlayStation 3. Cross Edge is een tactisch rollenspel waarbij het de bedoeling is om via gevechten zielen te verzamelen en door personages andere outfits te geven verder te komen in het spel. Het spel bevat personages van meerdere andere spellen, namelijk Darkstalkers, Disgaea, Ar tonelico: Melody of Elemia, Spectral Souls: Resurrection of the Ethereal Empires, Blazing Souls, Atelier Marie, Mana Khemia 2: Fall of Alchemy en Tekken.

## Gameplay
Cross Edge is een traditionele Japans computerrollenspel. Het spel bevat zowel helden als slechteriken van franchises van Gust, Capcom, Nippon Ichi, Namco Bandai en Idea Factory. De speler krijgt de opdracht om zielen te bevrijden die een nepwereld in stand houden waar de personages in zijn gevangen. Door middel van turn-based battles kan de speler sterker worden en tegelijk ook nieuwe personages vrijspelen. Tijdens de gevechten vecht de speler met een team van vier personages, waarbij het de bedoeling is om aanvallen met elkaar te verbinden om zo sterkere aanvallen te kunnen gebruiken. Gaandeweg in het spel krijgt de speler de mogelijkheid het uiterlijk van de personages te veranderen om zo zijn of haar prestaties te verhogen.
Buiten de gevechten om heeft de speler de mogelijkheid om een soul search te gebruiken, waarbij hij verloren zielen kan vinden en bevrijden. Hoe meer zielen de speler bevrijdt, hoe meer onderdelen in het spel worden vrijgespeeld, waaronder save points, verkopers van voorwerpen en plekken waar het personage kan herstellen tussen de gevechten in. De personages lijden ook aan geheugenverlies en krijgen steeds meer hun herinnering terug nadat de zielen zijn bevrijd.

## Personages
Het spel bevat personages van meerdere spellen, zoals hieronder wordt beschreven.

### Originele personages
York NeelyIngesproken door: Satoshi Hino. De held van het spel.
Miko AibaIngesproken door: Rina Satō. De heldin van het spel.
MayIngesproken door: Sakura Nogawa. Een NPC met de mogelijkheid om zielen te bevrijden.
ViviIngesproken door: Mai Kadowaki. Een van de verzorgers van de nepwereld en de oudste van de drieling.
CeceIngesproken door: Chihiro Aikawa. Een van de verzorgers van de nepwereld.
MimiIngesproken door: Jun Miruno. Een van de verzorgers van de nepwereld en de oudste van de drieling.
AneshaIngesproken door: Amika Takahashi. Een vrouwelijk personage die met Troy in de nepwereld optrekt.
TroyIngesproken door: Takahiro Mizushima. Een vriend van York in de echte wereld.
JudasIngesproken door: Sakazume. Een van de twaalf knights van de nepwereld.
RaizenIngesproken door: Hiroshi Shimukuma. Een van de twaalf knights van de nepwereld.
LazarusIngesproken door: Masayuki Kato. Een van de twaalf knights van de nepwereld.
AugustineIngesproken door: Shigeru Shibuya. Een van de twaalf knights van de nepwereld.

### Atelier Marie-personages
MarieIngesproken door: Haruna Ikezawa

### Mana-Khemia 2-personages
Lily VehlendorfIngesproken door: Rina Satō
Raze MeitzenIngesproken door: Daisuke Ono
WhimIngesproken door: Mai Kadowaki
Reicher WallachIngesproken door: Ikuji Nose

### Darkstalkers-personages
Demitri MaximoffIngesproken door: Nobuyuki Hiyama. Samen met Morrigan een van de hoofdpersonages van de Darkstalker serie. Is een vampier die de mogelijkheid heeft in een soort van vleermuis te veranderen.
Morrigan AenslandIngesproken door: Yayoi Jinguji. Samen met Demitri een van de hoofdpersonages van de Darkstalker series. Ze is een succubus die vecht voor haar eigen genot en plezier.
FeliciaIngesproken door: Kae Araki. Een vrolijke catgirl die het liefst niemand pijn doet.
LilithIngesproken door: Yuka Imai. Een jongere succubus die erg gewelddadig kan zijn. Ze is een deel van Morrigans ziel die in 2en is gedeeld.
JedahIngesproken door: Isshin Chiba. Het hoofd van de Dohma-clan.

### Disgaea-personages
EtnaIngesproken door: Tomoe Hanba. Een vrouwelijke demon van de Netherworld
PrinnyIngesproken door: Junji Majima. Een pinguïnachtige belichaming van zielen die slechte daden hebben gedaan in hun leven.

### Ar Tonelico-personages
Lyner BarsettIngesproken door: Masahide Fuse
Aurica NestmileIngsproken door: Ui Miyazaki
Misha Arsellec LuneIngesproken door: Sakura Nogawa
ShureliaIngesproken door: Kanako Sakai
Ayatane MichitakaIngesproken door: Shota Kibe
Bourd RadeIngesproken door: Tomoya Kawai

### Spectral Souls-personages
MeuIngesproken door: Ai Nonaka

### Blazing Souls-personages
ZelosIngesproken door: Masayuki Kato

### Tekken-personages
MokujinMokujin verschijnt in het spel als een training dummy onder de naam Woodman.

## Ontvangst
Het spel kreeg gemengde reacties, waaronder kritiek vanwege de slechte graphics voor een PlayStation 3-spel en de lange dialogen. Aan het eind van 2008 waren er in Japan totaal 44.246 exemplaren verkocht.
| Beoordeeld door | Score |
| --------------- | ----- |
| GameRankings    | 53%   |
| Metacritic      | 51%   |